# Necropolis (album)
Necropolis è l'ottavo album studio del gruppo musicale death metal polacco Vader.

## Tracce
1. Devilizer - 3:20
2. Rise of the Undead - 3:53
3. Never Say My Name - 2:03
4. Blast - 1:51
5. The Seal - 2:11
6. Dark Heart - 3:00
7. Impure - 3:41
8. Summoning the Futura - 1:06
9. Anger - 2:14
10. We Are the Horde - 3:11
11. When the Sun Drowns in Dark - 4:33
12. Black Metal (Venom cover; bonus track) - 3:14
13. Fight fire with fire (Metallica cover; bonus track) - 4:06

### DVD (solo bonus)
1. Crucified Ones
2. Black to the Blind
3. The Epitaph
4. Carnal
5. Wings
6. This is the War
7. Lead Us!!!

## Formazione
- Piotr "Peter" Wiwczarek - chitarra, basso, voce
- Bartłomiej Krysiuk - voce in Black Metal
- Maciej Taff - vocals in Fight Fire with Fire
- Wacław "Vogg" Kiełtyka - chitarra (solo sul DVD)
- Tomasz "Reyash" Rejek - basso (solo sul DVD)
- Paweł "Paul" Jaroszewicz - batteria

### Altro
1. Tue Madsen - produzione e mixaggio
2. Sławomir Wiesławski - sound engineering
3. Wojciech Wiesławski - sound engineering
4. Harry Maat - testi
5. Jacek Wiśniewski - copertina